# Gloria Coates
Gloria Kannenberg nombre de casada Gloria Coates ( Wausau, Wisconsin, 10 de octubre de 1933-Múnich, 19 de agosto de 2023), fue una compositora, cantante, actriz y pintora estadounidense.

## Biografía
Gloria Kannenberg nació en Wausau, el 10 de octubre de 1933; su madre era la cantante italiana Natalie Kannenberg, y su padre era un político estadounidense de ascendencia alemana Robert Kannenberg. Comenzó a improvisar y componer desde niña, guiada por su madre. Desde los siete años, tomó lecciones de piano y más tarde también lecciones de canto de Elizabeth Silverthorn, directora musical de la Iglesia Episcopal local. Obtuvo un premio de composición de la Federación Nacional de Clubes de Música.
Estudió en la Universidad Estatal de Luisiana y en la Universidad de Columbia.
Vvió en Múnich desde 1969 hasta su muerte. Se formó y trabajó también como actriz, directora de escena, cantante, autora y pintora. Es  conocida por sus numerosas sinfonías y también escribió música de cámara y música vocal para conjuntos grandes y pequeños.